# Woowoonga-Nationalpark
Der Woowoonga-Nationalpark (englisch Woowoonga National Park) ist ein 27 km² großer Nationalpark in Queensland, Australien.

## Lage
Er liegt in der Region Wide Bay-Burnett und befindet sich 250 km nördlich von Brisbane und 65 km südlich von Bundaberg. Zu erreichen ist der Park über den Isis Highway zwischen Biggenden und Childers, indem man 5 km nördlich von Biggenden Richtung Osten in die Giles Road abbiegt, weiter der Mount Woowoonga Road folgt, bis der Weg schließlich im Nationalpark nach etwa 3 km an einem Picknickplatz endet. Von hier führt ein markierter Pfad auf den 596 m hohen Mount Woowoonga. Camping ist nicht erlaubt.
In der Nachbarschaft liegen der Wongi-, Coalstoun-Lakes- und der Mount-Walsh-Nationalpark.

## Flora und Fauna
Gelegen entlang der Hügelkette der Woowoonga Range schützt der Nationalpark Monsunwald mit hohen Neuguinea-Araukarien (engl. Hoop Pines) und offenen Eukalyptuswald. Man kann hier Schwärme der Rotschwanz-Rabenkakadus beobachten.